# Ruy Barbosa
Rui Barbosa de Oliveira GCSE (Salvador, 5 de novembro de 1849 – Petrópolis, 1 de março de 1923) foi um político, jurista, advogado, diplomata, escritor, filólogo, jornalista, tradutor e orador brasileiro. Um dos intelectuais mais conhecidos do seu tempo, foi designado por Deodoro da Fonseca como representante do nascente governo republicano, tornando-se um de seus principais organizadores, além de coautor da constituição da Primeira República juntamente com Prudente de Moraes. Ruy Barbosa atuou na defesa do federalismo, do abolicionismo e na promoção dos direitos e garantias individuais.
Primeiro ministro da Fazenda do regime instaurado em novembro de 1889, chamado de República da Espada, teve sua breve e discutida gestão marcada pelo encilhamento, grave crise econômica provocada pelo aumento indiscriminado da emissão de papel-moeda. Ainda como ministro de Deodoro, mandou destruir parte importante dos registros documentais de propriedade de escravos, evitando assim que os antigos proprietários fossem ressarcidos. Foi também deputado e senador, tornando-se um opositor ferrenho do comunismo, que classificava como "a invasão do ódio entre as classes" e uma ameaça à liberdade cristã, assim como da vacinação obrigatória, classificando as vacinas como possíveis condutoras "da moléstia, ou da morte". Rui Barbosa foi ainda o criador da primeira bandeira da República do Brasil republicano, inspirada na bandeira dos Estados Unidos, que foi adotada pelo governo provisório por quatro dias, sendo substituída pela atual flâmula brasileira.
Notável orador e estudioso da língua portuguesa, foi membro fundador da Academia Brasileira de Letras (1897), ocupando a cadeira n.º 10, e seu presidente entre 1908 e 1919. Como delegado do Brasil na II Conferência da Paz, em Haia (Holanda, 1907), notabilizou-se pela defesa do princípio da igualdade dos Estados. Por sua atuação nessa conferência, recebeu do Barão do Rio Branco o epíteto de "O Águia de Haia". Teve papel decisivo na entrada do Brasil na Primeira Guerra Mundial. Já no final de sua vida, foi indicado para ser juiz do Tribunal Mundial, um cargo de enorme prestígio, que recusou.
Foi candidato à Presidência da República, na chamada "campanha civilista", contra o militar Hermes da Fonseca. Apesar de ser considerado um ícone do republicanismo brasileiro, Ruy Barbosa se desencantou com o sistema político que ajudou a implementar, realizando vários comentários antirrepublicanos em seus últimos anos de vida. Pouco famosas, suas críticas foram novamente trazidas à tona por movimentos monarquistas brasileiros no início do século XXI (embora Ruy Barbosa não tenha se tornado monarquista em vida).

## Biografia

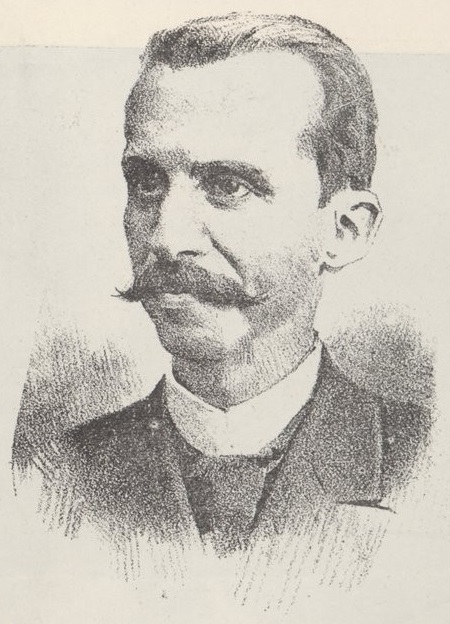
Rui Barbosa

"Libertador de cativos, defensor de oprimidos, educador do povo, reformador da pátria, apóstolo de todas as causas liberais. O maior entre os seus, no seu tempo."

Afrânio Peixoto

### Família e primeiros anos
Rui Barbosa de Oliveira, filho de João José Barbosa de Oliveira e de Maria Adélia Barbosa de Almeida, nasceu em 1849, na Rua dos Capitães, hoje Rua Ruy Barbosa, Freguesia da Sé, na cidade do Salvador, na então província da Bahia. Barbosa era irmão de Maria Adélia e sobrinho, por parte de mãe, do barão de Mucuri e de Luís Antônio Barbosa de Almeida, que foi presidente da província da Bahia de 3 de novembro de 1864 a 2 de maio de 1865, atuando durante a Sabinada.
O pai de Barbosa, João José Barbosa de Oliveira (1818-1874), era filho de Rodrigo António Barbosa de Oliveira, nascido em Salvador em 1768, e de Maria Soares Simas. Era neto paterno do sargento-mor de ordenanças António Barbosa de Oliveira, natural do Porto, e de Ana Maria de Sousa e Castro. Barbosa de Oliveira formou-se em medicina, exercendo por pouco tempo a profissão. Pelas mãos do primo Luís Antônio, ingressou na política em 1846, como deputado provincial, tendo sido também deputado-geral entre 1863 e 1868. João José tinha outro importante aliado político, Manuel de Sousa Dantas, de quem se tornou grande amigo. Apesar do prestígio político, o pai de Barbosa não vivia uma situação financeira confortável, tendo a família sido sustentada em determinada época pela venda de doces caseiros produzidos pela esposa, Maria Adélia. Dantas seria o padrinho político de Rui Barbosa, levando-o, pela amizade com o pai, à câmara provincial e depois à imperial, no início de sua carreira política. Rui também iniciaria sua carreira como advogado em 1872 no escritório de Dantas, em Salvador.
A mãe de Barbosa, Maria Adélia Barbosa de Almeida, era filha do major Caetano Vicente de Almeida (falecido em 1857) e de Luísa Clara Joaquina Barbosa de Oliveira (falecida em 1867). Luísa era filha do capitão Antônio Barbosa de Oliveira e de Inácia Feliciana Joaquina Soares Serpa e era neta paterna do sargento-mor de ordenanças Antônio Barbosa de Oliveira, natural do Porto, e de Ana Maria de Sousa e Castro.
Aos cinco anos, Rui Barbosa fez seu professor Antônio Gentil Ibirapitanga exclamar: "Este menino de cinco anos de idade é o maior talento que eu já vi. […] Em quinze dias aprendeu análise gramatical, a distinguir orações e a conjugar todos os verbos regulares".
Em 1861, aos onze anos, quando estudava no Ginásio Baiano de Abílio César Borges, futuro Barão de Macaúbas, Barbosa fez o mestre declarar a seu pai: "Seu filho nada mais tem a aprender comigo. Ali, como ele mesmo diz mais tarde, viveu a maior emoção de toda a sua vida, quando recebeu uma medalha de ouro do Arcebispo da Bahia. Em 1864, concluído o curso ginasial, mas sem idade para entrar em uma universidade, passou o ano estudando alemão.[carece de fontes?]

### Formação acadêmica e a causa abolicionista

Rui Barbosa em sua biblioteca, sem data

Ingressou na Faculdade de Direito do Recife em 1866, então uma das duas únicas faculdades de Direito do Brasil, juntamente com a Faculdade de Direito do Largo de São Francisco, em São Paulo. Dois anos depois de iniciado o curso, transferiu-se para São Paulo, com seu colega de faculdade Castro Alves. Uma das teorias sobre a causa da transferência é que era comum na época, os estudantes iniciarem o curso no Recife e depois transferirem-se para São Paulo para concluí-lo.
Em 1868 abrigou em sua casa, por alguns dias, Castro Alves, seu antigo colega no Ginásio Baiano, em razão do rompimento dele com Eugênia Câmara.[carece de fontes?]
Em 1868, com a queda do gabinete do primeiro-ministro Zacarias de Góis, Rui Barbosa homenageou, em um banquete, o abolicionista liberal e então deputado José Bonifácio, o Moço, seu professor de Direito em São Paulo. Em 1869, proferiu um discurso em praça pública, homenageando os soldados que haviam retornado da Guerra do Paraguai. Em seu discurso, conclamou o Exército para que também se engajasse na causa abolicionista. No mesmo ano, realizaria uma conferência chamada "O Elemento Servil", onde defendeu a ilegalidade da escravatura, com embasamento jurídico na Lei Feijó, de 1831, que extinguiu o tráfico de escravos. Rui anteriormente já havia publicado no Radical Paulistano, periódico que fundou juntamente com Luís Gama, o seu primeiro manifesto abolicionista. Em 1870, graduou-se como bacharel em Direito em São Paulo, retornando à Bahia.
| “                                                        | A abolição da escravidão, quer o governo queira, quer não queira, há de ser efetuada num futuro próximo. | ” |
| — Ruy Barbosa em manifesto no jornal Radical Paulistano, | |   |

Ainda estudante em São Paulo, estreou na tribuna popular defendendo um escravo contra seu senhor, em 1869, dois anos antes da Lei Rio Branco. Voltando à Bahia, depois de formado, começou a advogar e estreou no júri, como registrado em palestra proferida em 1897, no Theatro Polytheama Bahiano, durante a 1.ª Conferência do Partido Republicano Conservador: "Minha estreia na tribuna forense foi, aqui, na Bahia, a desafronta na honra de uma inocente filha do povo contra a lascívia opulenta de um mandão".

### Carreira profissional e política
Pouco antes de se formar em São Paulo, passou a ser acometido de distúrbios nervosos, que o obrigaram, depois de seu retorno à Bahia, a permanecer em repouso durante um ano no bairro de Plataforma, na região suburbana de Salvador. Depois deste recolhimento, Rui começou a trabalhar no escritório de advocacia de Souza Dantas, em 1872. Nesse mesmo ano, iniciou-se no jornalismo, colaborando regularmente no Diário da Bahia, que era também de propriedade de Souza Dantas.
Em 1873, assumiu a direção do Diário da Bahia e fez conferência no Teatro São João sobre "eleição direta". O pai confessa, em uma carta, que "poucos o igualam", que ele "foi aplaudido de um modo que me comoveu", e ainda "dizem-me que é superior a José Bonifácio e sustentam que certamente hoje não se fala melhor do que ele".[carece de fontes?]

Primeira Bandeira Republicana, criada por Rui Barbosa, usada entre 15 e 19 de novembro de 1889

Em 1877, foi eleito deputado à Assembleia da Bahia, um ano depois do seu casamento com a também baiana Maria Augusta Viana Bandeira. Em 1878, foi eleito deputado à Assembleia da Corte. Em 1881, promoveu a Reforma Geral do Ensino.
Em 1885, no auge da campanha abolicionista, José do Patrocínio escreveu: "Deus acendeu um vulcão na cabeça de Rui Barbosa". Duas semanas antes da abolição, em 30 de abril de 1888, Barbosa vaticinou: "A grande transformação aproxima-se de seu termo". A 7 de março de 1889, Joaquim Nabuco afirma: "Evaristo, na imprensa, fez a Regência e Rui fará a República".
Em 9 de junho de 1889, recusou o convite para integrar o Gabinete Ouro Preto. "Não posso ser membro de um ministério que não tome por primeira reforma a Federação". Em novembro daquele mesmo ano, Benjamin Constant escreveu a Ruy o seguinte: "Seu artigo de hoje, Plano contra a Pátria, fez a República e me convenceu da necessidade imediata da revolução". Dias depois, em 15 de novembro de 1889, Barbosa redigiu o primeiro decreto do governo provisório e foi nomeado ministro da Fazenda, no governo de Deodoro da Fonseca.

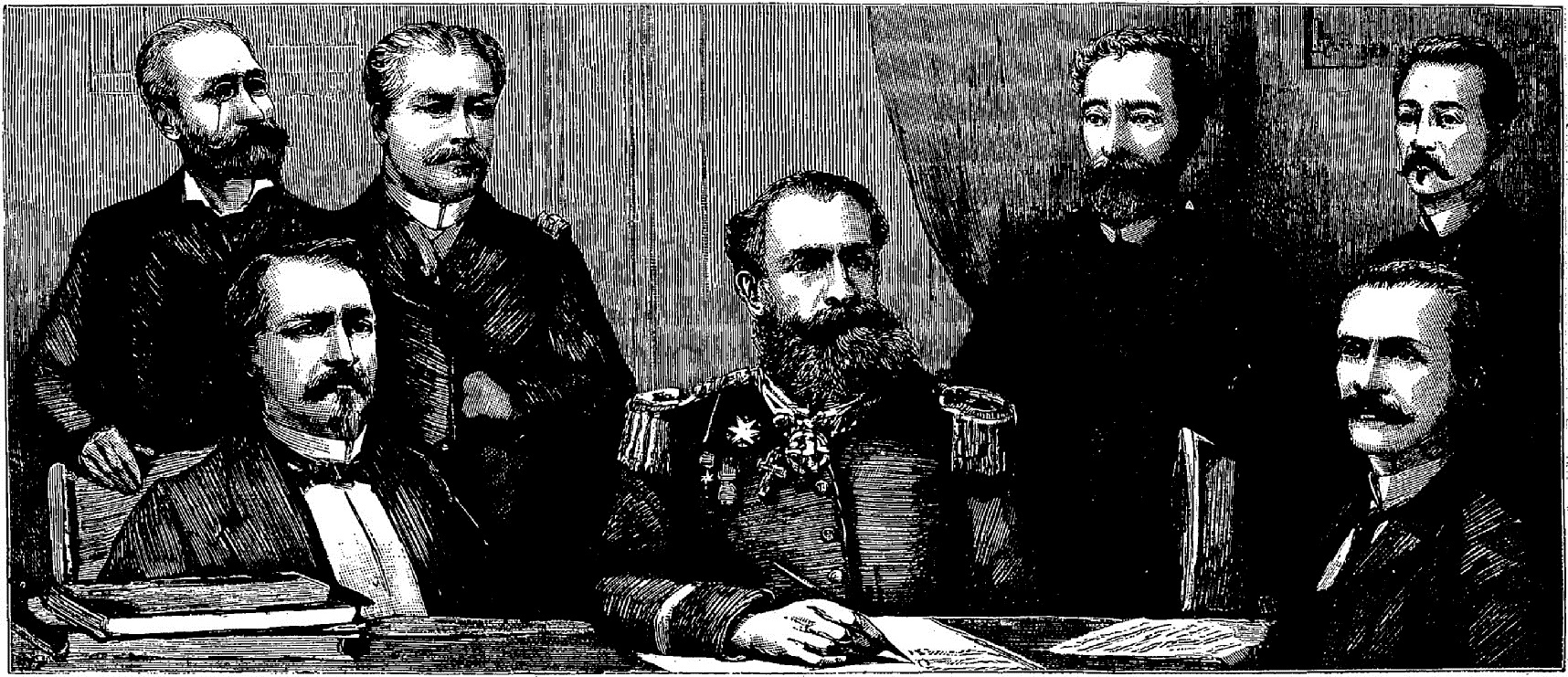
O novo ministério: Aristides Lobo, Ministro do Interior; Eduardo Wandenkolk, Ministro da Marinha; Tenente Coronel Benjamin Constant, Ministro da Guerra; Marechal Deodoro da Fonseca, Presidente da República; Quintino Bocaiúva, Ministro dos Negócios Estrangeiros; Demétrio Ribeiro, Ministro da Agricultura; e Rui Barbosa, Ministro da Fazenda

Em 1890, D. Pedro II diz: "Nas trevas que caíram sobre o Brasil, a única luz que alumia, no fundo da nave, é o talento de Rui Barbosa".[carece de fontes?] Ainda nesse ano, lança os decretos de reforma bancária, no qual foi criticado por Ramiro Barcelos, que, anos depois, se penitenciou: "A desgraça da República foi nós, os históricos, não termos compreendido logo a grandeza de Ruy". Elabora-se o projeto de constituição na casa de Barbosa.[carece de fontes?]
Em 14 de dezembro do mesmo ano, Rui Barbosa, então ministro da Fazenda, mandou queimar os livros de matrícula de escravos existentes nos cartórios das comarcas e registros de posse e movimentação patrimonial envolvendo todos os escravos, o que foi feito ao longo de sua gestão e de seu sucessor. A razão alegada para o gesto teria sido apagar "a mancha" da escravidão do passado nacional. Todavia, especialistas afirmam que Rui Barbosa quis, com a medida, inviabilizar o cálculo de eventuais indenizações que vinham sendo pleiteadas pelos antigos proprietários de escravos. Apenas 11 dias depois da Abolição da Escravatura, um projeto de lei (PL) foi encaminhado à Câmara, propondo ressarcir os senhores dos prejuízos gerados com essa medida.

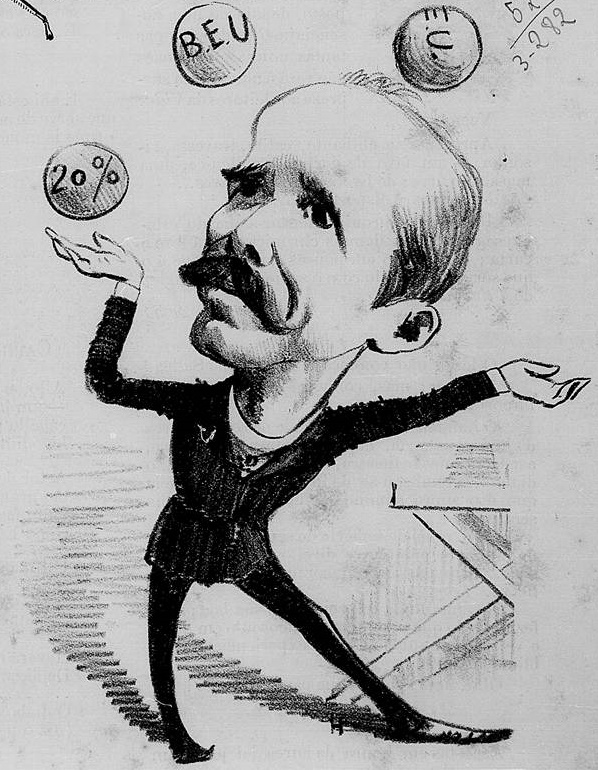
Charge retratando Rui Barbosa, então ministro da Fazenda, tentando equilibrar as finanças do país

Como Ministro da Fazenda, entre 1889 e 1891, foi o principal responsável pela crise do encilhamento, estopim para uma grave crise econômica na Primeira República. O principal motivo desta foi a emissão descontrolada de moeda pelo governo e ações sem lastro pelas empresas criadas nesse período, que provocou alta inflação e especulação financeira.
Ele é nomeado primeiro vice-chefe do Governo Provisório. Em uma viagem a Paris, ele se encontra com D. Pedro II e fala: "Majestade, me perdoe, eu não sabia que a República era isso"; tamanha era a decepção com o estado do país após a proclamação da República. Em 1892, abandona a bancada do Senado, depois de feita a justificativa em discurso. Dias mais tarde, lança um manifesto à nação no qual diz a famosa frase: "Com a lei, pela lei e dentro da lei; porque fora da lei não há salvação. Eu ouso dizer que este é o programa da República".
Em 23 de abril do mesmo ano, sobe as escadarias do Supremo Tribunal Federal (STF), sob ameaça de morte, para defender, como patrono voluntário, o habeas corpus dos chamados "desterrados de Cucuí".
Em 7 de fevereiro de 1893, volta à Bahia para um encontro consagrador com Manuel Vitorino, ocasião em que fala de sua terra: "Ninho onde cantou Castro Alves, verde ninho murmuroso de eterna poesia". Em setembro do mesmo ano, eclode a Revolta. Refugia-se na Legação do Chile. Sob ameaça de morte, exila-se em Buenos Aires.
Em 1º de março de 1894, é candidato a presidente, obtendo o quarto lugar.

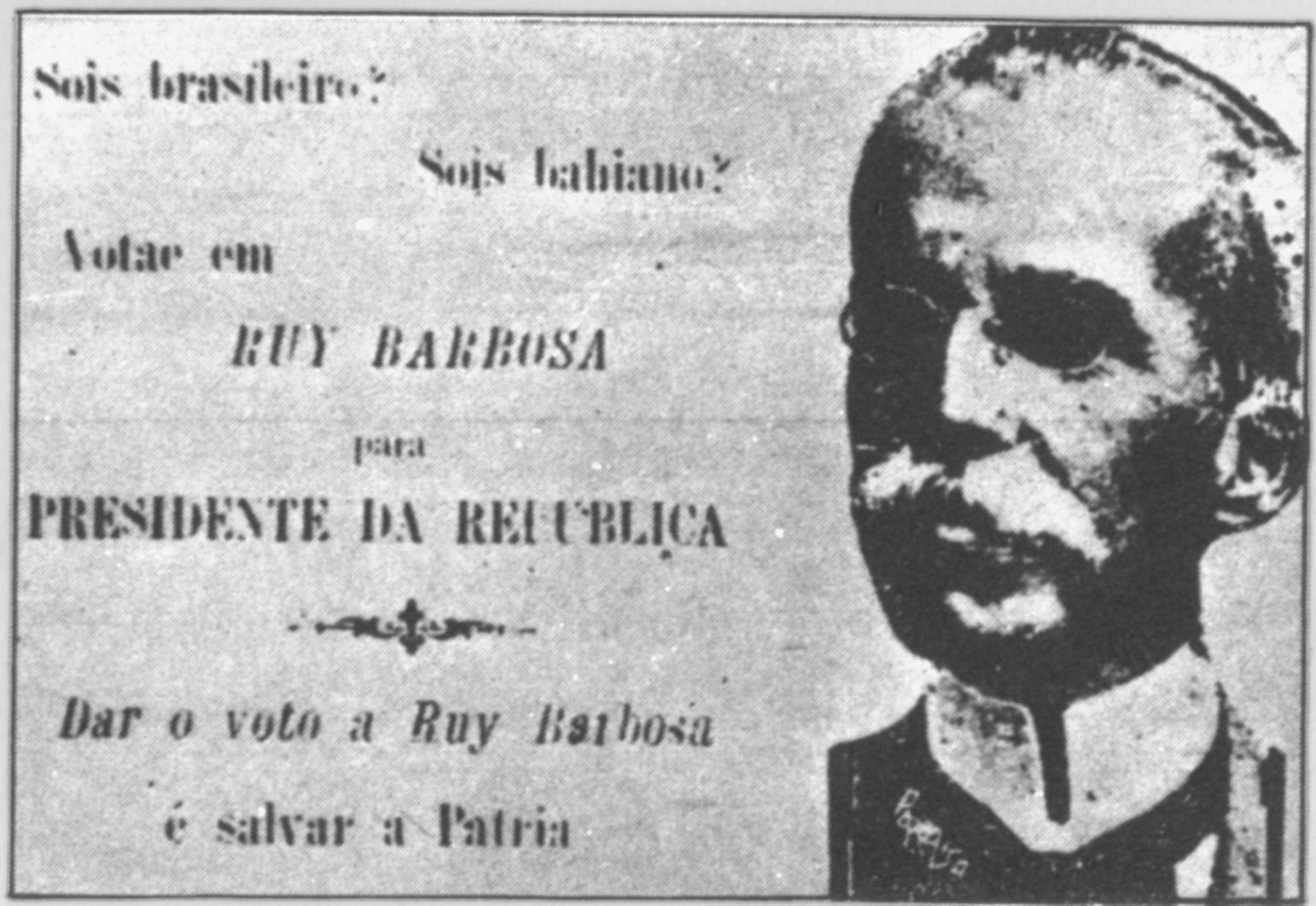
Folheto da campanha de 1919: Ruy é o salvador da pátria

Ainda em exílio, no ano seguinte, Rui viaja a Londres, de onde escreve as Cartas da Inglaterra para o Jornal do Commercio, a partir de 7 de janeiro de 1895. No ano seguinte, produz textos a serviço dos insurrectos de 1893. Escreve na imprensa: "E jornalista é que nasci, jornalista é que eu sou, de jornalista não me hão de demitir enquanto houver imprensa, a imprensa for livre…".[carece de fontes?]
Em 1897, recusa convite para ser ministro plenipotenciário do Brasil na Questão da Guiana, feito por Manuel Vitorino, então vice-presidente do governo de Prudente de Morais. Critica a intervenção militar em Canudos. Torna-se membro fundador da Academia Brasileira de Letras (ABL) e recebe de Joaquim Nabuco a seguinte citação, no livro Minha Formação: "Ruy Barbosa, hoje a mais poderosa máquina cerebral do nosso país".
Em 3 de abril de 1902, publica parecer crítico ao projeto do Código Civil. No último dia daquele ano, lança réplica às observações feitas pelo filólogo Ernesto Carneiro Ribeiro, seu antigo mestre na Bahia. A tréplica de Carneiro só veio a público em 1923. Foi a maior polêmica filológica da Língua Portuguesa.[carece de fontes?]

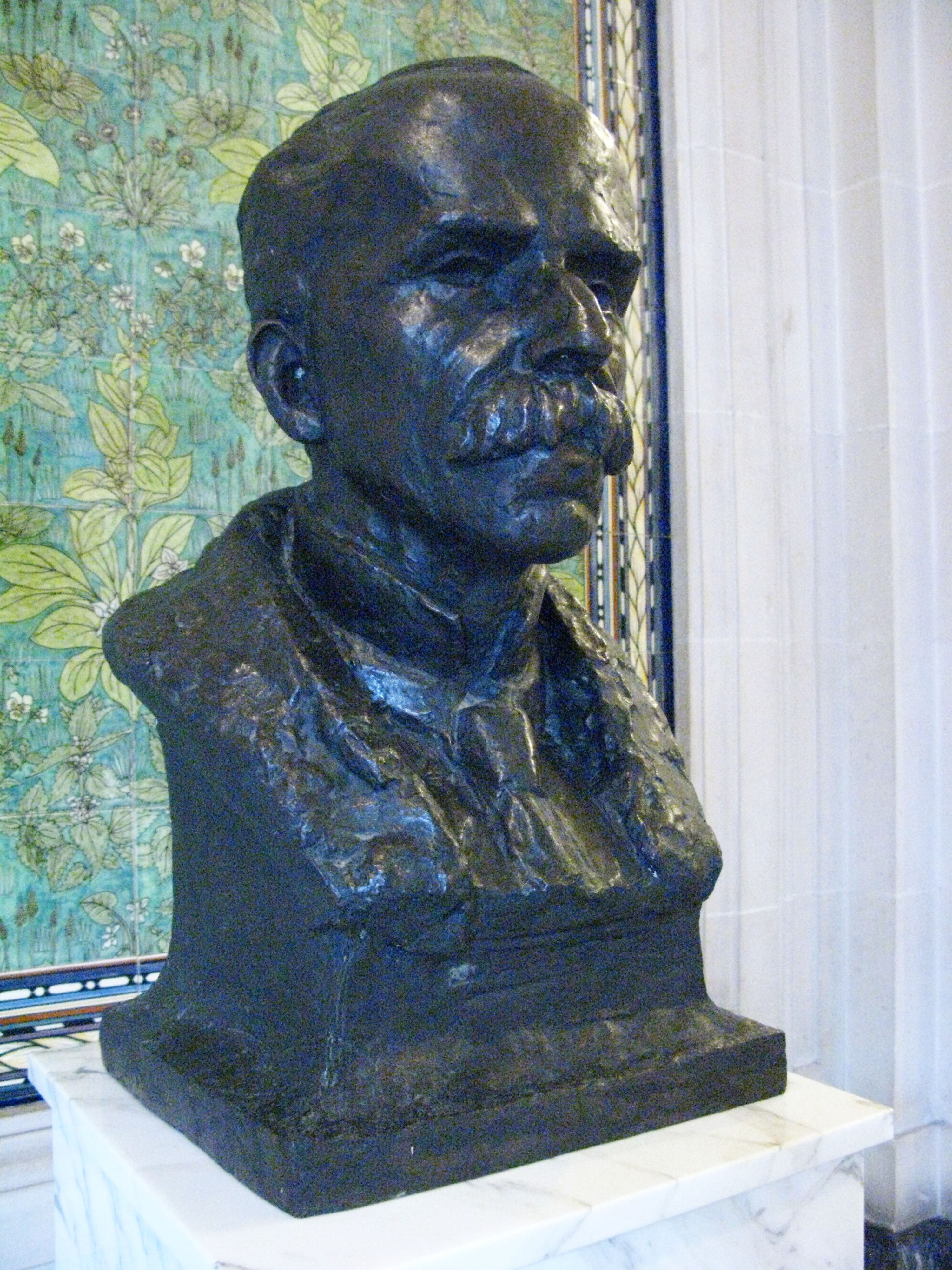
Busto de Rui Barbosa no Palácio da Paz, em Haia

Três anos depois, em 1905, chegou a se candidatar a presidente, porém retirou sua candidatura para apoiar a de Afonso Pena.

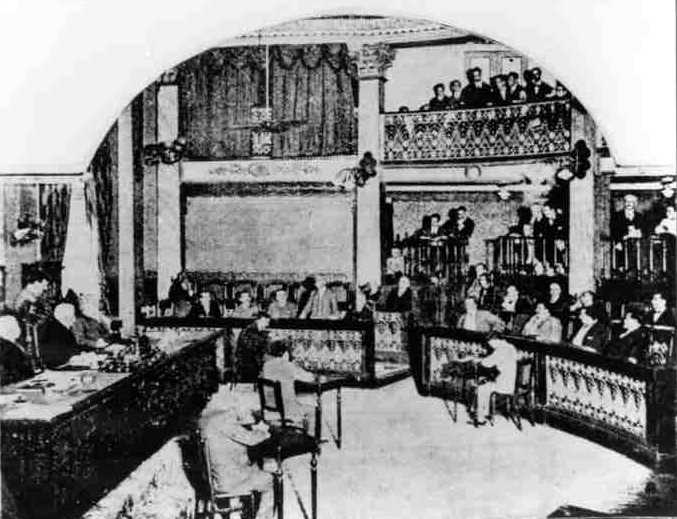
Plenário do Senado durante sessão em 1915. O senador Rui Barbosa, de pé, discursa de frente para a mesa diretora. (Fotografia publicada pelo Correio da Manhã em 1915)

#### O "Águia de Haia"
Em junho de 1907, Rui vai à Conferência da Haia atendendo ao convite do então ministro das Relações Exteriores, Barão do Rio Branco, sendo esta a sua consagração mundial. Sobre isso escreveu o jornalista William Thomas Stead: "As duas maiores forças pessoais da Conferência foram o Barão Marschall da Alemanha, e o Dr. Barbosa, do Brasil… Todavia ao acabar da conferência, Dr. Barbosa pesava mais do que o Barão de Marschall". Na Conferência, foi discutida a criação de uma corte de justiça internacional permanente, da qual participariam apenas as grandes potências — Inglaterra, Alemanha e Estados Unidos, com a proposta de criar um Tribunal  de  Arbitramento. Rui Barbosa não se intimidou, enfrentando os defensores daquela proposta e argumentou em seu discurso, que selecionar para aquele Tribunal, países com maior poderio militar, iria estimular uma corrida armamentista, e o curso político mundial seria direcionado para a guerra, o que contrariaria os objetivos daquela Conferência de Paz. Além disso, Rui defendeu a tese de que, ante a ordem jurídica internacional, todas as nações são iguais e soberanas. A imprensa internacional destacou a brilhante atuação do jurista, "homem franzino, de pouco mais de um metro e meio de altura", cuja brilhante participação na Conferência "fomentou a imaginação popular no Brasil, onde foi transformado em uma espécie de herói imbatível". Para esta missão diplomática, o Barão do Rio Branco queria levar Joaquim Nabuco, na época embaixador em Washington, no entanto a imprensa se manifestava pela escolha de Rui Barbosa. Rio Branco sugeriu que os dois formassem a delegação, que chamou de "delegação das águias" em referência ao "ministério das águias" – 21º Gabinete Conservador de Pedro de Araújo Lima, Marquês de Olinda – assim chamado por Joaquim Nabuco em virtude da experiência dos ministros que o compuseram. Nabuco não aceitou o convite e Rui, depois de sua atuação, passou à história como o "Águia de Haia".
Ainda relativamente ao ano de 1907, encontra-se texto da sua autoria na revista ilustrada Argus.

### Campanha civilista
Em 17 de maio de 1909, discursa, em francês, na Academia Brasileira de Letras, em recepção a Anatole France. Em agosto de 1909, recebe carta escrita por Antônio Francisco Azeredo, com quem trabalhara no Diário de Noticias, no Rio de Janeiro, e com que ainda mantinha laços de apreço. A partir do ano seguinte, e até 1910, inicia a campanha civilista. Já em 1911, retorna ao Diário de Notícias. Nesse período, ao responder à carta de um correligionário civilista, em outubro de 1911, escreve uma das mais importantes obras sobre deontologia jurídica: O Dever do Advogado.
Para a eleição de 1 de março de 1910, integra com o presidente de São Paulo, dr. Albuquerque Lins, a chapa dos candidatos da soberania popular, na Campanha Civilista, sendo Rui candidato a presidente da república e Albuquerque Lins a vice-presidente. O país se dividiu: Bahia, São Paulo, Pernambuco, Rio de Janeiro e parte de Minas Gerais apoiaram o candidato Rui Barbosa; os demais estados, a candidatura de Hermes da Fonseca, que tinha Venceslau Brás como seu vice. Fonseca e Brás venceram. Hermes teve 403 867 votos contra 222 822, dados a Rui Barbosa.
Durante a Guerra do Contestado (1912-1916), Rui Barbosa defendeu os interesses do Paraná. Nesta época, também era advogado e possivelmente lobista da Southern Brazil Lumber & Colonization Co. Inc., grande empresa madeireira e colonizadora de terras no sul do País que integrava o grupo empresarial de Percival Farquhar.
Em 1913, inicia sua terceira candidatura à Presidência pela Convenção Nacional do Partido Republicano Liberal. Na iminência de perder para Venceslau Brás, lança em dezembro o "Manifesto à Nação", renunciando à candidatura. Rui obteve, em 1 de março de 1914, 47 000 votos, tendo sido derrotado por Venceslau Brás. Em novembro daquele mesmo ano, o Instituto dos Advogados Brasileiros o elegeria presidente daquela entidade, da qual era membro desde 1911. Seu mandato foi renovado também para o ano de 1915. Em 1917 foi agraciado com o título de presidente honorário daquela instituição.
Três anos depois, em 9 de julho de 1917, participa do Centenário de Tucuman. Ao receber o título de professor honoris causa da Faculdade de Direito e Ciências Sociais de Buenos Aires, em 14 de julho, protesta – a propósito da Primeira Guerra Mundial, em curso na Europa – contra a postura dos países neutros diante das atrocidades do conflito. Em seu discurso intitulado O Dever dos Neutros, Rui defende o princípio de que neutralidade não pode ser confundida com indiferença e impassibilidade, apoiando firmemente a causa dos aliados. Segundo ele, a invasão da Bélgica pelos alemães, em agosto de 1914, representava o revés das conquistas alcançadas na Conferência da Paz em Haia, em 1907. O discurso teve repercussão internacional, e suas teses provocariam mudanças drásticas na política externa do Brasil – até então neutro na Grande Guerra. Durante todo o ano de 1917, Rui participa de comícios e manifestações contra a agressão aos navios da marinha mercante brasileira. Finalmente, convocado pelo presidente da República Venceslau Brás, participar da reunião em que foi revogado o decreto de neutralidade do Brasil no conflito, em 10 de junho de 1917. Victorino de la Plaza, presidente da Argentina, após o banquete que lhe ofereceu Rui, falou: "Já disse aos meus ministros que, aqui, o Sr. Rui Barbosa, com credenciais ou sem elas, será considerado sempre o mais legítimo representante do Brasil".[carece de fontes?]
Em 1917, colabora no projeto da Tradução Brasileira.[carece de fontes?]
Ocorre em 1918 o Jubileu Cívico. Paul Claudel, ministro da França, entrega-lhe as insígnias de Grande-Oficial da Ordem Nacional da Legião de Honra.

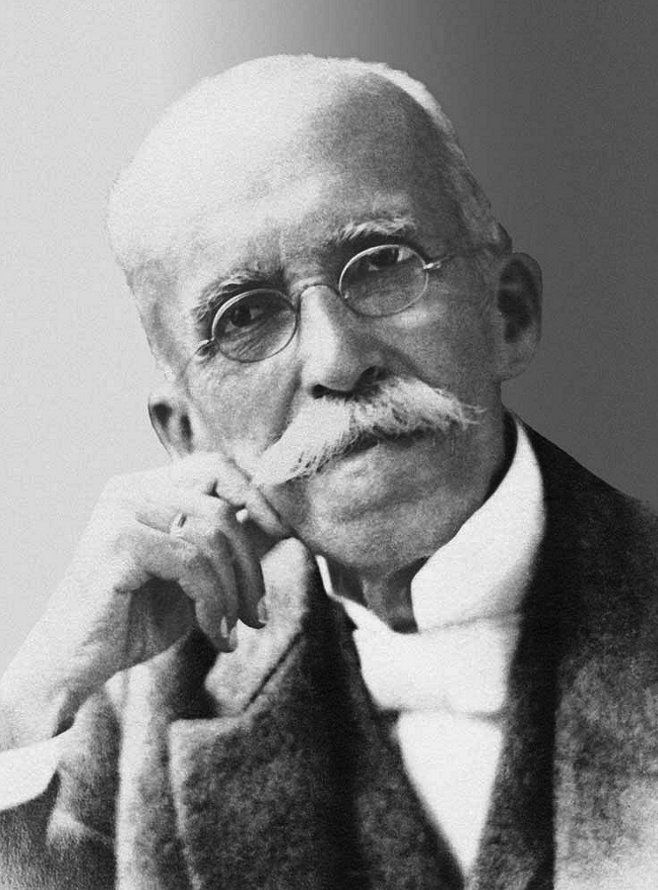
Rui Barbosa, em 1919

Em 13 de abril de 1919, concorre pela quarta e última vez à Presidência da República, e, como anteriormente, contra a sua vontade. Perde as eleições para o paraibano Epitácio Pessoa. Promove conferências pelo sertão da Bahia. Ainda em 1919, dada a intervenção de Epitácio na Bahia, reitera a recusa, feita um ano antes, de representar o Brasil na Liga das Nações, durante a Conferência de Versalhes – que estipulou os termos da paz entre vitoriosos e derrotados na Primeira Guerra.

### Últimos anos
Contrariado por ver que os princípios pelos quais lutara e que consagraram a sua vida, estavam sendo relegados pela situação política na época, com a intervenção militar de Epitácio, Rui Barbosa considerava-se um "corpo estranho" na política e, em 10 de março de 1921, renuncia ao cargo de senador. Já com problemas de saúde, não comparece à solenidade de colação de grau dos formandos de 1920 da Faculdade de Direito de São Paulo, onde havia se formado cinquenta anos antes, solenidade em que seria paraninfo da turma. Para a cerimônia, que aconteceu no dia 29 de março de 1921, havia preparado um discurso chamado Oração aos Moços, que foi lido pelo professor Reinaldo Porchat. O afastamento de Rui Barbosa do senado não durou muito tempo. Aceitando a indicação de José Joaquim Seabra, então governador da Bahia, apresenta-se como candidato único ao senado por seu estado, sendo reeleito em junho de 1921. Reassumiu a cadeira em 29 de julho, reiniciando sua luta pela revisão constitucional.

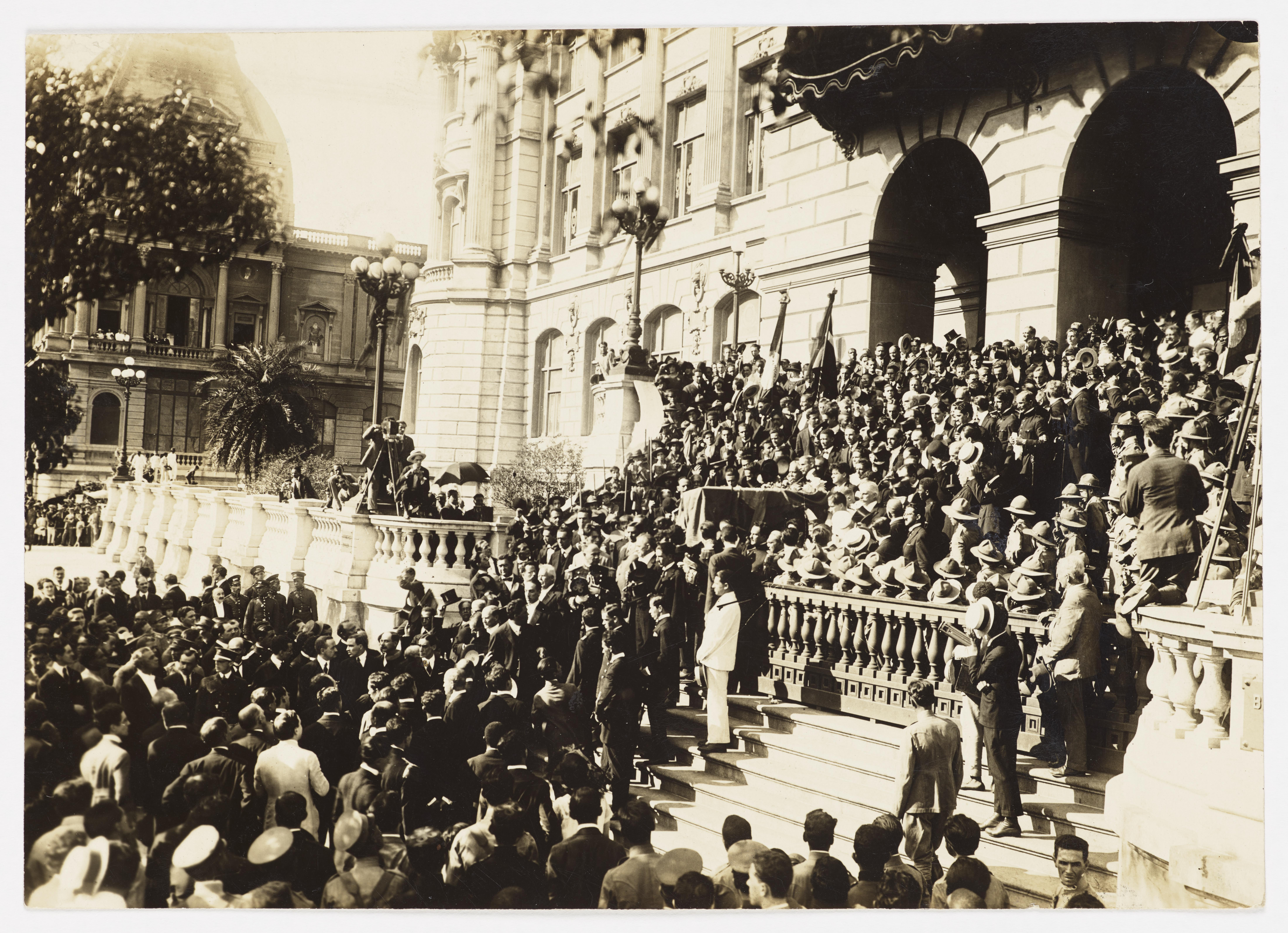
Saída do cortejo fúnebre de Rui Barbosa em frente a atual Biblioteca Nacional

Em julho de 1922, sofre um grave edema pulmonar, com iminência de morte. Meses depois, em fevereiro de 1923, sofre uma paralisia bulbar. Rui diz a seu médico: "Doutor, não há mais nada a fazer". A 1º de março de 1923, falece em Petrópolis, à tarde, aos 73 anos de idade e tendo como últimas palavras as seguintes: "Deus, tende compaixão de meus padecimentos".[carece de fontes?]
Seu corpo foi sepultado em um grande mausoléu familiar, no Cemitério de São João Batista, onde repousou até 1949. Nas comemorações de seu centenário de nascimento, seus restos mortais foram exumados e trasladados para a cidade de Salvador, onde se encontram até hoje.
A 7 de junho de 1923, foi agraciado a título póstumo com a Grã-Cruz da Ordem Militar de Sant'Iago da Espada de Portugal.

## Descendência

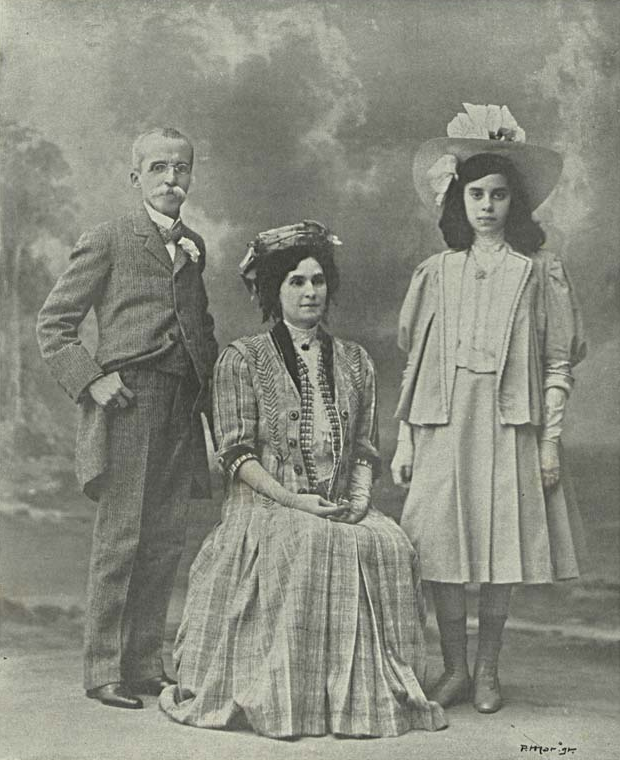
Rui Barbosa, sua esposa e uma de suas filhas, em 1907

Rui Barbosa de Oliveira casou-se com Maria Augusta Viana Bandeira em 23 de novembro de 1876, em Salvador. Tiveram cinco filhos:
- Maria Adélia (1878)
- Alfredo Rui (1879)
- Francisca (1880)
- João (1890)
- Maria Luísa Vitória (1894)

Os descendentes de Rui Barbosa levam o sobrenome Ruy Barbosa. Em suas primeiras gerações, essa foi uma família de diplomatas, o que ajudou a fortalecer o mito de que a carreira diplomática é transmitida de pai para filho.

## Academia Brasileira de Letras
Rui Barbosa foi membro fundador da Academia Brasileira de Letras, e escolheu Evaristo da Veiga como patrono da cadeira 10. Foi presidente da ABL de 1908 a 1919.

## Vida política
- Deputado Provincial  - 1878
- Deputado Geral        - 1878 a 1881
- Deputado Geral        - 1882 a 1884
- Ministro da Fazenda - 1889 a 1891
- Senador                    - 1890 a 1892
- Senador                    - 1892 a 1897
- Senador                    - 1897 a 1906
- Senador                    - 1906 a 1915
- Senador                    - 1915 a 1921

## Principais obras
- Visita à Terra Natal
- Figuras Brasileiras
- Contra o Militarismo
- Correspondência de Ruy
- Mocidade e Exílio
- Castro Alves: Elogio do Poeta pelos Escravos, 1881
- O Papa e o Concílio, 1877
- O Anno Político de 1887
- Relatório do Ministro da Fazenda, 1891
- Finanças e Políticas da República: Discursos e Escritos,1893
- Os Atos Inconstitucionais do Congresso e do Executivo ante a Justiça Federal, 1893
- Cartas de Inglaterra, 1896
- Anistia Inversa: Caso de Teratologia Jurídica, 1896
- Posse dos Direitos Pessoais, 1900
- O Código Civil Brasileiro, 1904
- Discurso, 1904
- O Acre Septentrional, 1906
- Actes et discours. La Haye: W.P. van Stockum et Fils, 1907
- O Brasil e as Nações Latino Americanas na Haia, 1908
- O Direito do Amazonas ao Acre Septentrional, 1910
- Excursão Eleitoral aos Estados da Bahia e Minas Gerais: Manifestos à Nação, 1910
- Plataforma, 1910
- Ruy Barbosa na Bahia, 1910
- O Dever do Advogado, 1911[51]
- O Sr. Ruy Barbosa, no Senado, responde às insinuações do Sr. Pinheiro Machado, 1915
- Problemas de Direito Internacional. Londres: Jas.Trucott&Son, 1916
- Conferência. Londres: Eyre and Spottiswoode Ltda, 1917
- Oswaldo Cruz, 1917
- Oração aos Moços, 1920[52]
- O Processo do Capitão Dreyfus, 1895

## Homenagens

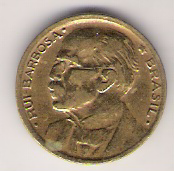
Rui Barbosa em moeda de 20 centavos de cruzeiro de 1953

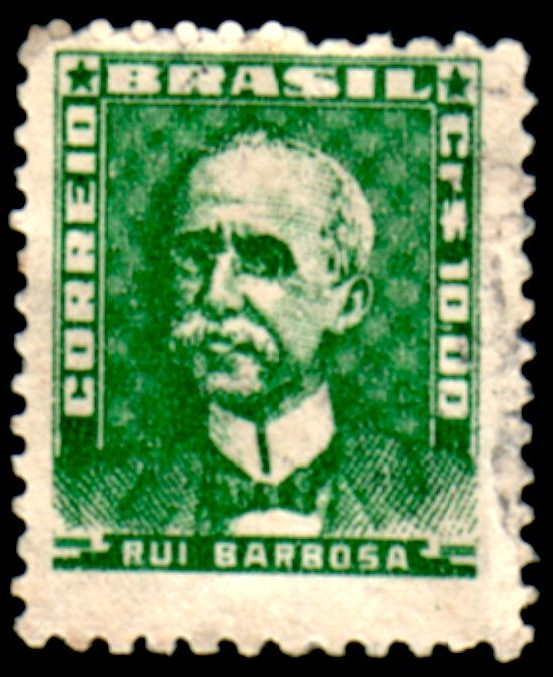
Homenagem filatélica pelo correio em 1964

Logo após sua morte, o jurista baiano João Mangabeira, seu discípulo, fez o discurso em sua homenagem e memória. Em 5 de novembro de 1924, Otávio Mangabeira, lembrando a data de seu nascimento, fez o seguinte discurso:
| “ | Na data de hoje, sr. Presidente, na capital da Bahia,(…) nasceu Ruy Barbosa. (…)Recordando a figura do grande evangelista que com a pena e com a tribuna, irradiando e bramindo, nas vanguardas, a peito aberto, no alto jornalismo de combate, nos comícios populares, nas casas do Parlamento, nos pretórios; nas assembleias internacionais, em toda a parte primus inter pares a eloquência, de mãos dadas com a bravura, robustecida pela abnegação e animada pela fé, não precisou de outras armas, para servir, por mais de meio século construindo, deslumbrando, (…) dominando as opiniões que dirigia, às Letras, ao Direito, à Liberdade. Enriqueceu a língua portuguesa, pela palavra falada e pela escrita, com as mais belas obras de arte. Em Haia e em Buenos Aires, para um auditório que era a humanidade, falou, por idiomas estrangeiros, em alocuções imortais que comoveram o Universo, a linguagem das mais lídimas aspirações humanas. Nunca fraqueou ante a injustiça, ante a ingratidão, ante os revezes. Nunca se acobardou ante o perigo. (aplausos) (…) Construtor, por excelência, da República, foi principalmente na República, franzino e débil no corpo, quão rijo, e forte, e valoroso no espírito, a ponta de platina, impávido a receber e a desviar(…) a eletricidade das tormentas. (…) Feliz do povo que estremecer a justiça! Feliz do povo que viver no trabalho! Sobretudo, sr. Presidente, feliz do povo que não perder o ideal. (…) Volvamos o nosso espírito para a tranquilidade onde repousa o magno sacerdote da nossa democracia, o grande semeador a quem devemos os frutos mais excelentes do nosso liberalismo constitucional. Para que seu fulgor nos ilumine! Para que o seu exemplo nos ampare! (…) Para que desçam, portanto, sobre o coração e a consciência dos que se digladiam no Brasil, ao sol das lutas políticas, a misericórdia, a clemência, as inspirações do Senhor! Para que estremeçamos a Justiça, para que vivamos no Trabalho, para que não percamos o Ideal! | ” |

Última frase
Ruy fez seu testamento político na fórmula de um epitáfio, que ele mesmo escreveu para sua pedra funerária:
| “ | Estremeceu a Justiça; viveu no Trabalho; e não perdeu o Ideal. | ” |

No bairro do Flamengo, no Rio de Janeiro um logradouro tem seu nome, a Avenida Ruy Barbosa, que liga a Praça Nicarágua à Praça Cuauhtémoque.
No bairro de Heliópolis, em Garanhuns, um logradouro também tem seu nome, a Avenida Ruy Barbosa, que é o segundo maior polo de comércio e serviços da cidade. Há muitas ruas, avenidas, praças e instituições culturais em seu nome espalhadas pelo Brasil.

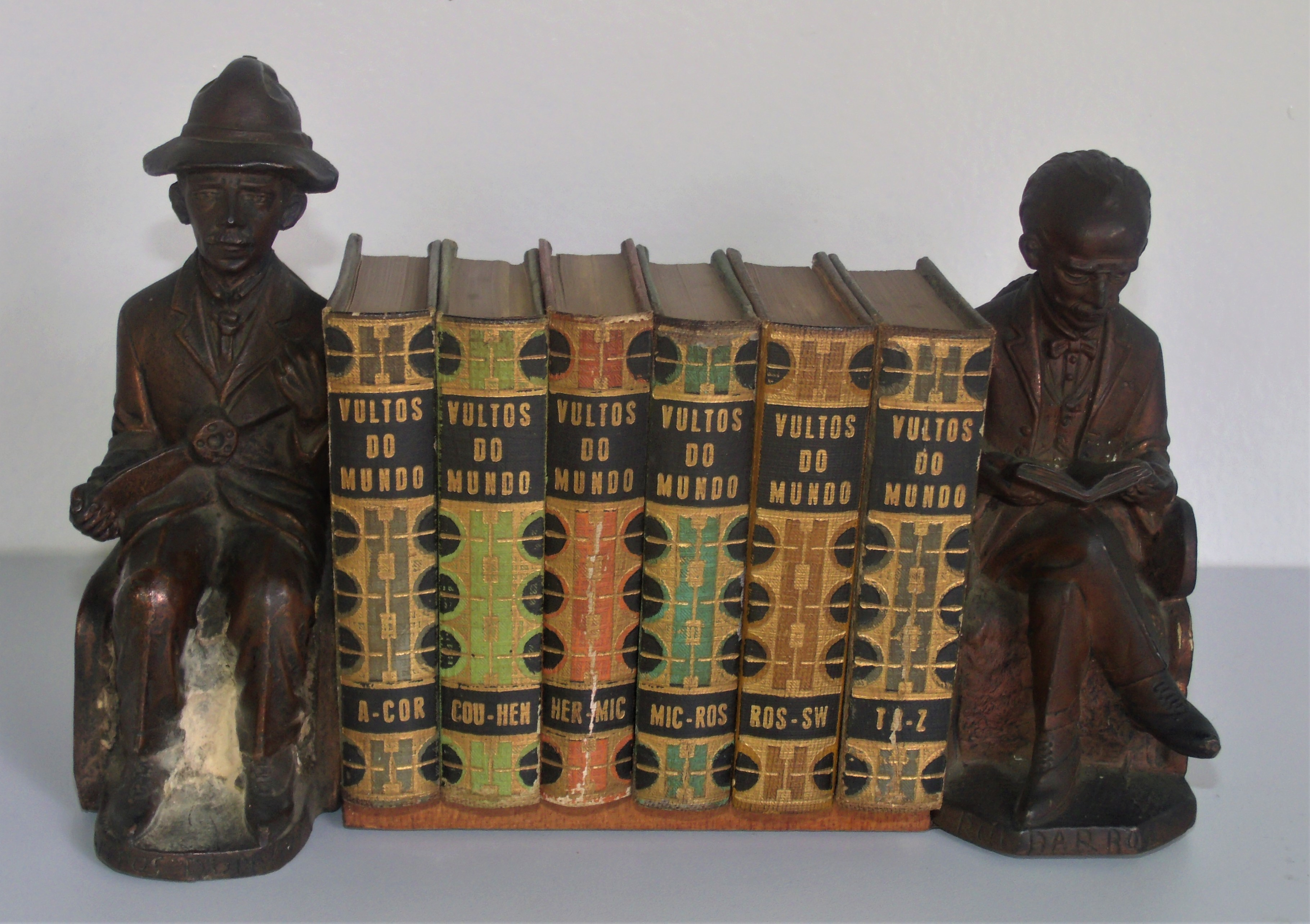
Em estatueta com Santos Dummont em um Serre-livre

### Outros reconhecimentos
Em comemoração ao primeiro centenário de seu nascimento em 1949, Barbosa foi homenageado com a inauguração do Fórum Ruy Barbosa. A partir de então, o prédio passou a abrigar os seus restos mortais que foram transferidos do Rio de Janeiro para a Bahia e onde permanecem até hoje, como desejou o Desembargador Pedro Ribeiro. Na época, o escultor Mário Cravo Junior foi convidado a criar uma escultura, nomeada pelo artista como Cabeça de Ruy Barbosa. Na Sessão Conjunta solene do Congresso Nacional foram oradores deputado João Mangabeira e o Senador Clodomir Cardoso.
Também em comemoração ao seu centenário de nascimento, o então presidente da República Eurico Gaspar Dutra sancionou e fez publicar em 5 de maio de 1949, a Lei n.º 691, declarando o dia 5 de novembro daquele ano Dia de Festa Nacional. A lei instituiu uma medalha comemorativa, conferida às "autoridades, instituições e individualidades que concorram, por meritória cooperação e serviços relevantes, para o maior êxito e brilho das celebrações nacionais daquele Centenário." Além disso, os bacharéis em Direito que colassem grau naquele ano em todas as faculdades oficiais ou equiparadas, deveria fazê-lo no dia 5 de novembro.
Em 1999, o Banco do Brasil celebrou os 150 anos do nascimento de Rui Barbosa confeccionando camisetas, marca páginas e calendários. Com esses objetos, os gerentes das agências do BB presentearam alguns correntistas e funcionários.[carece de fontes?]
Em 2007, um júri convidado pela revista Época elegeu Rui Barbosa "O Maior Brasileiro da História". Em 2013, o jornal baiano A Tarde realizou uma votação com um júri de 214 personalidades de diversas áreas para escolher "O Maior Baiano de Todos os Tempos". No total, indicaram como potenciais concorrentes ao título 122 personalidades, e Barbosa foi o eleito. Em 2018 seu nome foi inscrito no Livro de Aço dos heróis nacionais depositado no Panteão da Pátria e da Liberdade Tancredo Neves.
Sessões solenes no Congresso Nacional
Em 10 de novembro de 1999 foi realizada pelo Congresso Nacional uma seção solene conjunta em comemoração aos 150 anos do nascimento de Rui Barbosa. Em 25 de novembro de 2019 o Senado Brasileiro homenageou o escritor e político em uma sessão solene em comemoração ao 170° aniversário de seu nascimento.

## Representações na cultura

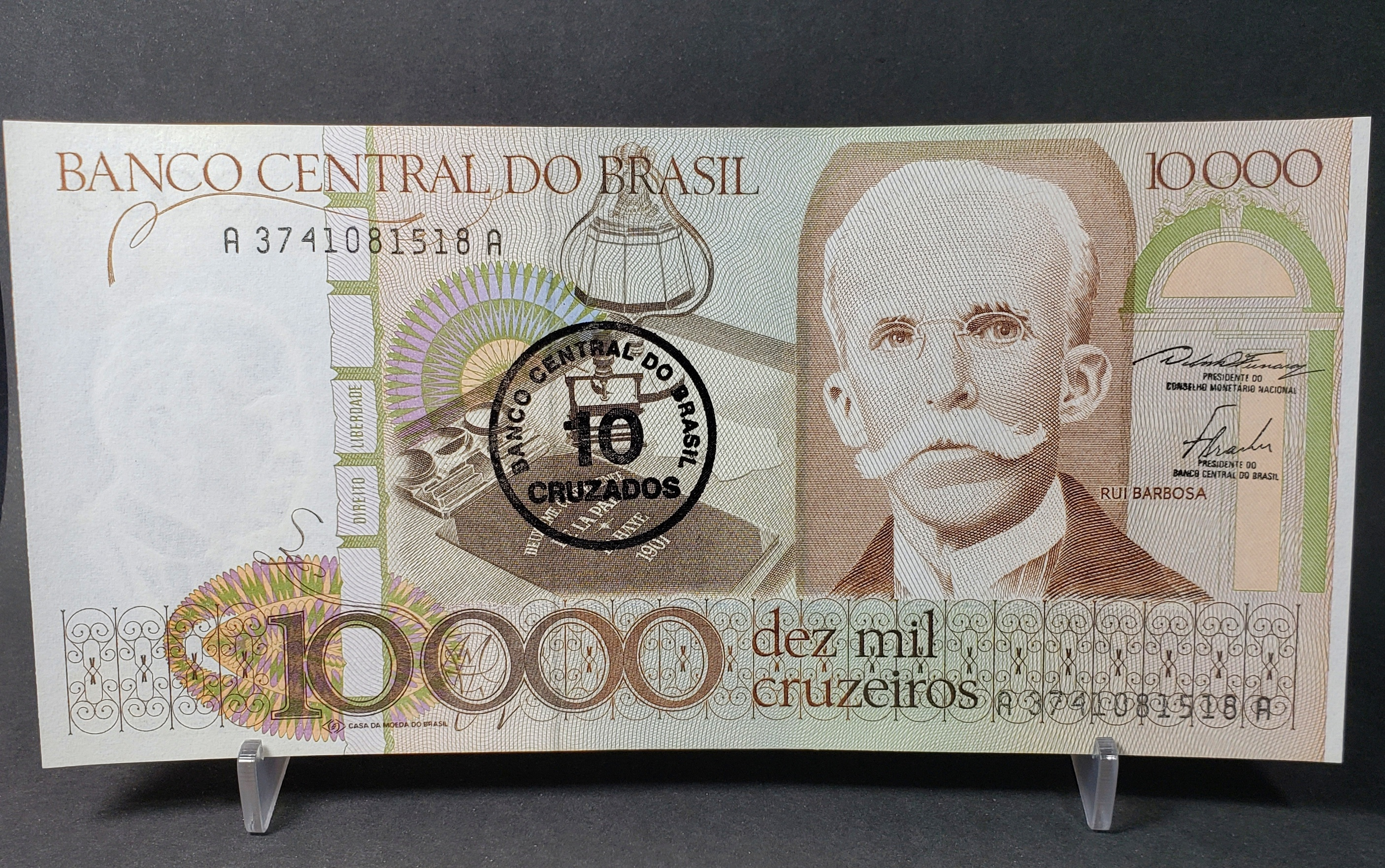
Efígie de Rui Barbosa em nota de Cr$ 10 000,00 (dez mil cruzeiros)

Ruy Barbosa já foi retratado como personagem no cinema e na televisão, interpretado por Edmundo Lopes no filme Vendaval Maravilhoso (1949), Renato Borghi na minissérie Mad Maria (2005) e Camilo Beviláqua no filme Brasília 18% (2006). Foi também homenageado no carnaval carioca em 1999, pela escola de samba São Clemente.
Imprimiu-se também sua efígie nas notas de Cr$ 10 000,00 (dez mil cruzeiros) emitidas entre 1984 e 1986, bem como nas cédulas de Cz$ 10,00 (dez cruzados) emitidas em 1986.

## Acervo arquivístico
Os documentos do arquivo pessoal do Rui Barbosa foram adquiridos pelo Poder Executivo Federal em 2 de janeiro de 1924 junto com sua casa e hoje está custodiado pelo Serviço de Arquivo Histórico e Institucional da Fundação Casa de Rui Barbosa (FCRB).
O acervo é composto por sessenta mil documentos textuais, duas mil imagens e 53 documentos cartográficos encontrando-se completamente digitalizado e disponibilizado online no site da instituição. O arranjo intelectual arquivístico está dividido em séries, e são: Correspondência Geral - RB CR; Ministério da Fazenda - RB MF; Causas Jurídicas - RB CJ; Produção Intelectual - RB PI; Documentos Pessoais - RB DP; 2ª Conferência da Paz em Haia - RB CH; Embaixada Buenos Aires - RB BA; Iconografia RB IC; Cartografia RB C; Miscelânea RB M; e Documentação Complementar - RB DC (descrito no Inventário Analítico do Fundo Rui Barbosa.)
Em 1927 foi criado o Museu Casa de Rui Barbosa e em 1966 foi instituída a Fundação Casa de Rui Barbosa, localizada no Bairro de Botafogo no Rio de Janeiro, entidade vinculada ao Ministério da Cidadania aberta à visitação pública gratuitamente.